# BMD-1
O BMD-1 é um veículo de combate de infantaria introduzido pela União Soviética no final da década de 1960. BMD significa Boyevaya Mashina Desanta (Боевая Машина Десанта, literalmente "Veículo de Combate para os Aerotransportados"). Apesar das similaridades com o projeto BMP-1, ele é bem menor e pode ser lançado de um avião em baixa altitude. Anos mais tarde, uma versão melhorada (o BMD-2) foi lançado. O BMD-1 também serviu como base para o projeto do veículo BTR-D.

## Utilizadores
- Angola
- Armênia – 10
- Azerbaijão – 41

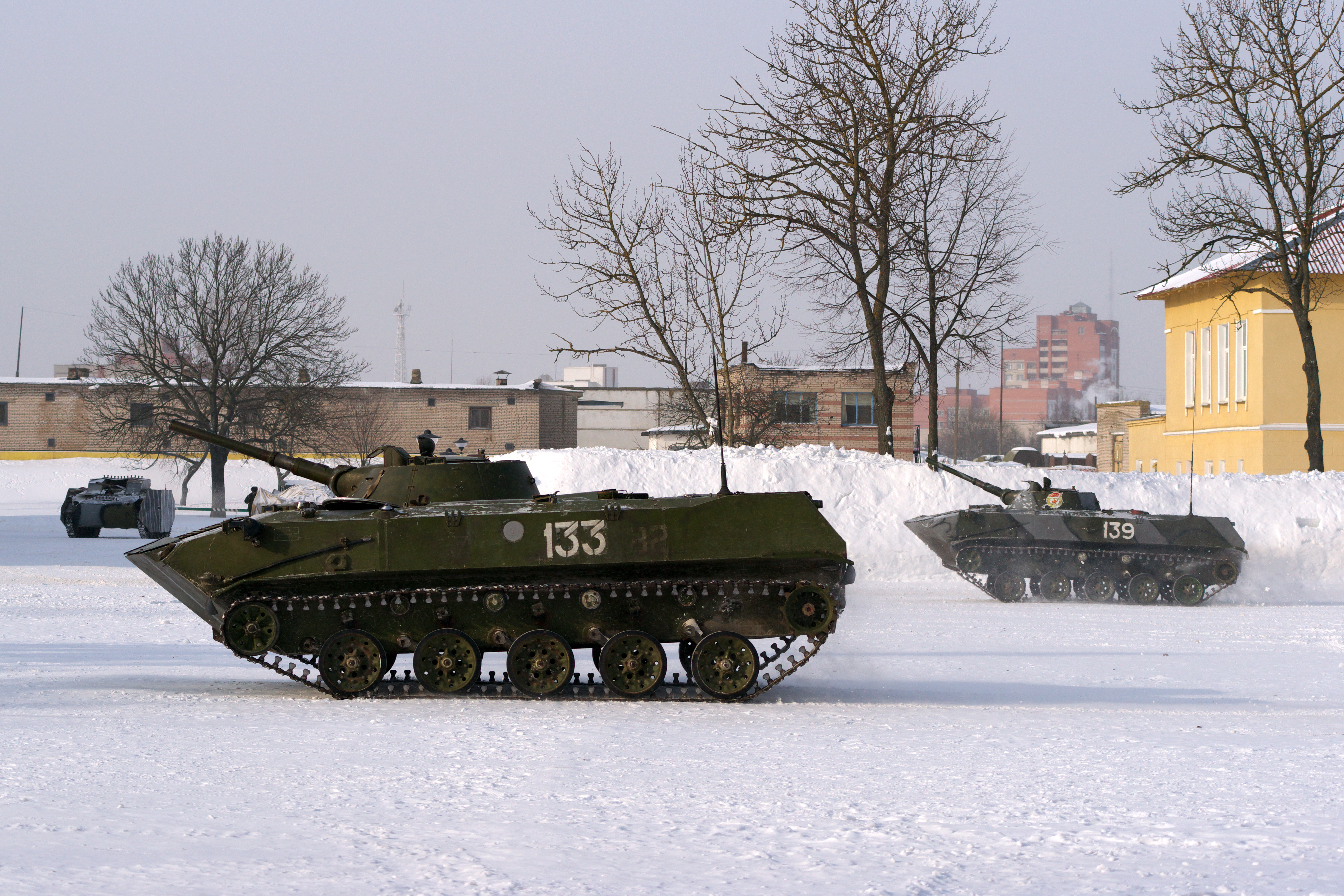
BMD-1s da 103ª Brigada Móvel da Bielorrússia.

- Bielorrússia – 124 em 1995; 154 em 2000, 2003 e 2005.[3]
- Índia
- Irão – 200 em serviço (1998).
- Moldávia – 44 BMD-1, 9 BTR-D e 9 2S9.
- Rússia – Cerca de 105 no serviço ativo e outros 2 400 estocados na reserva.
- Ucrânia – 61 em 1995, 2000 e 2005.[4]
- Uzbequistão – 110 em 1995, 120 em 2000 e 2005.[5]

### Ex-operadores
- Cuba – doados ao governo angolano.
- Iraque – 10 encomendados em 1980 e entregues em 1981.[6] Todos destruídos ou descartados.
- União Soviética – Passados a Estados sucessores.